# Бырдо
Бырдо (болг. Бърдо) — село в Болгарии. Находится в Софийской области, входит в общину Ихтиман. Население составляет 10 человек.

## Политическая ситуация
Бырдо подчиняется непосредственно общине и не имеет своего кмета.
Кмет (мэр) общины Ихтиман — Маргарита Иванова Петкова (Болгарская социалистическая партия (БСП)) по результатам выборов.